# Brent Corrigan
Sean Paul Lockhart (Lewiston, Idaho, 31 d'octubre de 1986) és un model i actor gai estatunidenc, conegut amb el nom artístic de Brent Corrigan.
Lockhart va començar la seva carrera pornogràfica el 2004 a Cobra Video, com un jove model a Every Poolboy's Dream. De seguida esdevingué un dels membres més importants i reconeguts de Cobra, on les seves pel·lícules amb temàtiques de tipus bareback foren molt valorades en la crítica, a més de tenir força èxit. Durant la seva carrera ha ofert una gran varietat d'activitat sexual, com sexe oral, sexe oral-anal i la primera doble penetració anal de la productora Cobra Videos, realitzada pels actors Chase McKenzie i Brent Everett.
El setembre de 2005, Corrigan afirmà que havia falsificat els seus documents d'identitat per tal de poder realitzar les seves primeres pel·lícules, ja que era menor d'edat quan va començar a fer-les. Aquesta declaració va resultar ser força controvertida, i va ocasionar que moltes de les seves pel·lícules fossin retirades dels canals de distribució del mercat a causa del delicte que la pornografia infantil representa a moltes jurisdiccions legals dels Estats Units i d'altres països.
Posteriorment ha participat en pel·lícules de cinema convencional com Em dic Harvey Milk (2008), Judas Kiss (2011) i Triple Crossed (2013).

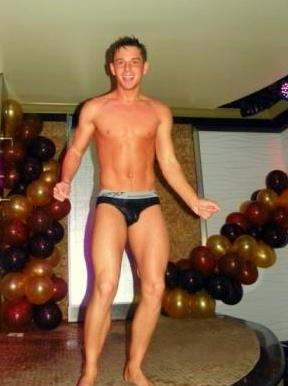
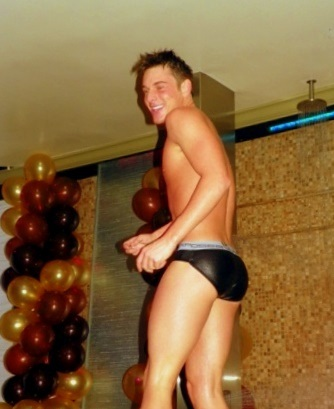
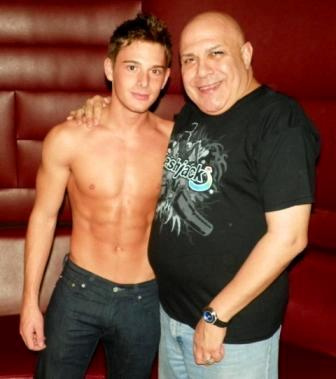
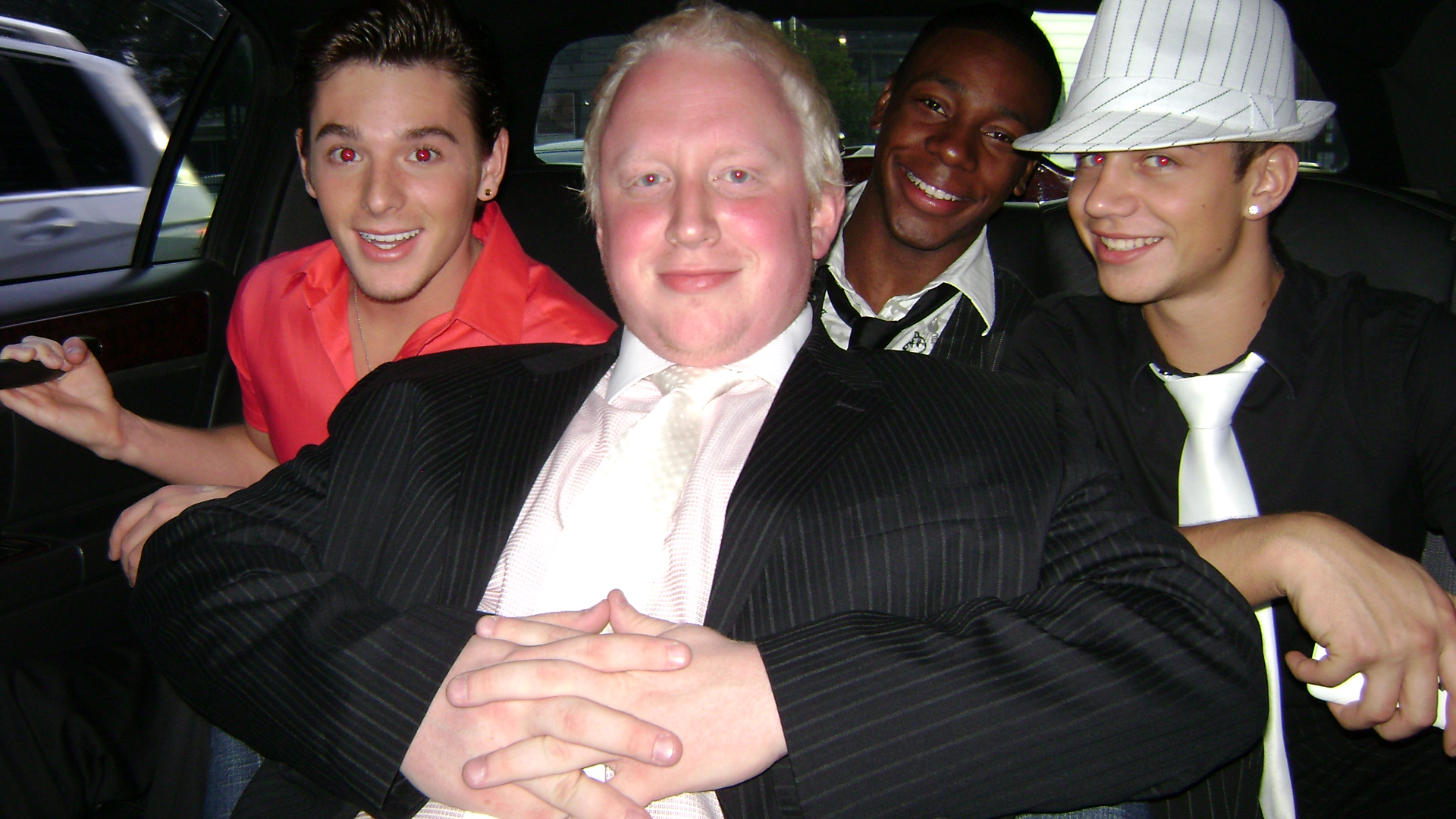
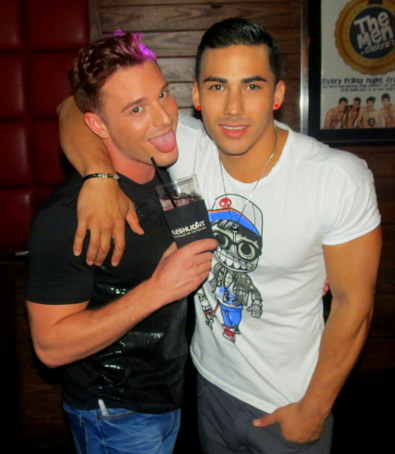
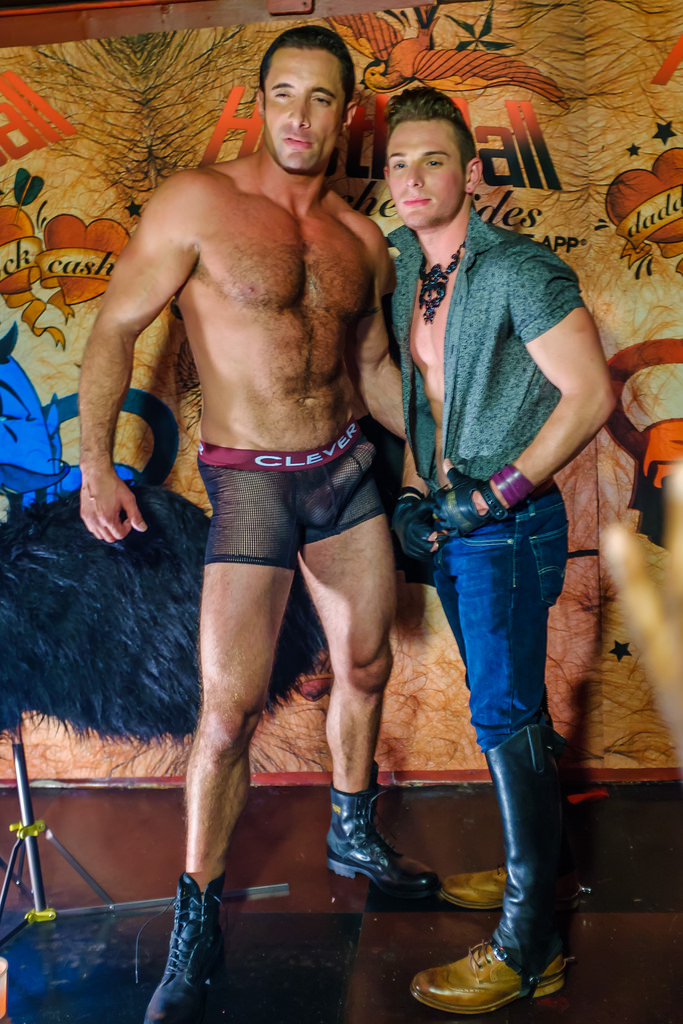

## Filmografia
| Filmografia | Filmografia                   | Filmografia         | Filmografia |
| Any         | Pel·lícula                    | Estudi              |             |
| ----------- | ----------------------------- | ------------------- | ----------- |
| 2004        | Every Poolboy's Dream         | Cobra Video         |             |
| 2004        | Schoolboy Crush               | Cobra Video         |             |
| 2004        | Bareboned Twinks              | Cobra Video         |             |
| 2005        | Casting Couch 4               | Cobra Video         |             |
| 2005        | Cream BBoys                   | Cobra Video         |             |
| 2005        | Naughty Boy's Toys            | Cobra Video         |             |
| 2006        | Fuck Me Raw                   | Cobra Video         |             |
| 2006        | Take It Like a Bitch Boy      | Cobra Video         |             |
| 2006        | The Velvet Mafia: Part 1      | Falcon Studios      |             |
| 2006        | Velvet Mafia 2                | Falcon Studios      |             |
| 2007        | Soccer Boys                   | BrentCorriganOnline |             |
| 2008        | The Porne Ultimatum           | Pink Bird Media     |             |
| 2008        | Brent Corrigan's Summit       | Pink Bird Media     |             |
| 2008        | Drafted 3                     | Active Duty         |             |
| 2008        | Just the Sex                  | Pink Bird Media     |             |
| 2009        | Just the Sex 2                | Pink Bird Media     |             |
| 2009        | The Porne Identity            | Pink Bird Media     |             |
| 2009        | Brent Corrigan's Big Easy     | Pink Bird Media     |             |
| 2010        | Brent Corrigan's Working Hard | Pink Bird Media     |             |
| 2010        | Getting Levi's Johnson        | Jet Set Men         |             |
| 2010        | Brent Corrigan's Heat         | Pink Bird Media     |             |
| 2012        | The Brent Corrigan Sex Tapes  | Cobra Video         |             |